# The Battle of Mexico City
The Battle of Mexico City es el segundo vídeo VHS y DVD de la banda de rap metal estadounidense Rage Against the Machine, realizado en un pabellón del Palacio de los Deportes de la Ciudad de México el 28 de octubre de 1999, durante el tour por la publicación de su tercer álbum de estudio The Battle of Los Angeles.
La ciudad fue elegida por varias causas, la principal es la simpatía que tenía el grupo con algunos movimientos políticos de ese país, (también fue la primera y única vez que se presentaron allí).
El VHS fue lanzado en el 2001 mientras que el DVD fue lanzado en el 2002, el cual incluye una entrevista con Noam Chomsky y unas palabras del Subcomandante Marcos, imagen del Ejército Zapatista.

## Lista de canciones
1. Inicio del concierto
2. "Testify"
3. "Guerrilla Radio"
4. Documental I
5. "People of the Sun"
6. Documental II
7. "Calm Like a Bomb"
8. Documental III
9. "Sleep Now in the Fire"
10. "Born of a Broken Man"
11. "Bombtrack"
12. "Know Your Enemy"
13. Documental IV
14. "No Shelter"
15. "War Within a Breath"
16. Documental V
17. "Bulls on Parade"
18. "Killing in the Name"
19. "Zapata's Blood"
20. "Freedom (Township Rebellion)"

- Datos: Q2048798